# Margit Lõhmus
Margit Lõhmus (* 5. April 1985 in Tartu) ist eine estnische Künstlerin und Schriftstellerin.

## Leben und Werk
Margit Lõhmus studierte nach dem Abitur an der Universität Tartu, wo sie 2007 ihren Bachelor in Malerei machte. Anschließend besuchte sie die Estnische Kunstakademie, die sie 2011 mit dem Master abschloss. Ihre meisten künstlerischen Arbeiten legte sie in den Bereichen Fotografie und Videokunst vor.
Seit dem frühen 21. Jahrhundert publizierte Lõhmus Kurzgeschichten, die von der Kritik in die Nähe zur amerikanischen Schriftstellerin Kathy Acker oder der englischen Künstlerin Cosey Fanni Tutti gerückt wurden und in denen eine offene und unkonventionelle Beschreibung des weiblichen Körpers und von Sexualität im Vordergrund stehen.

## Werke (Auswahl)
- Sterne (= Värske Raamat. 23). Kultuurileht, Tallinn 2019 (112 S.; Prosa).
- Piret Põldver, Margit Lõhmus (Illustrator): Suunurgad. 2023.